# Nacaduba deplorans
Espèce
Nacaduba deplorans est une espèce de lépidoptères (papillons) de la famille des Lycaenidae et de la sous-famille des Polyommatinae. Elle est endémique de Nouvelle-Calédonie.

## Description
L'imago de Nacaduba deplorans un petit papillon beige doré plus ou moins largement suffusé de violet[réf. souhaitée].

## Distribution et biotopes
L'espèce est endémique de Nouvelle-Calédonie, où elle est présente sur la Grande-Terre et aux îles Loyauté.
Elle y réside dans la forêt humide[réf. souhaitée].

## Taxonomie
L'espèce Nacaduba deplorans a été décrite par Butler en 1876, sous le nom initial de Lampides deplorans.

## Protection
Cette espèce n'a pas de statut de protection particulier.